# Superstar (canción de Marina)
«Superstar» es una canción de la cantante británica Marina. Se lanzó para descarga digital y transmisión como el segundo sencillo del álbum Love + Fear el 1 de marzo de 2019 por Atlantic Records. Describe a una pareja que ha trabajado duro para lograr una relación deseable.
Recibió críticas generalmente variadas de los críticos musicales tras su lanzamiento.Una versión acústica de la canción aparece en la séptima obra extendida de Marina, Love + Fear (Acoustic) (2019). Un video musical para la versión acústica fue lanzado en septiembre de 2019 y dirigido por Nikko LaMere.

## Antecedentes y lanzamiento
Para marcar una nueva era en su carrera, Marina declaró a través de Twitter en 2018 que quitaría el apodo de "and the Diamonds" de su nombre artístico para lanzar música simplemente como Marina (estilizada en mayúsculas ), y explicó que: "Se necesitó me bastante más de un año para darse cuenta de que una gran parte de mi identidad fue atado en quién era yo como artista ... y no quedaba mucho de lo que yo era". Tras el anuncio, lanzó «Baby» con Clean Bandit, su primer sencillo nuevo con su nuevo nombre. Ella anunció Love + Fear 14 de febrero de 2019, su cuarto álbum de estudio y el primero como Marina. La lista de canciones se reveló el mismo día, que reveló «Superstar» como la segunda pista del álbum.

## Composición y lírica
Musicalmente, es una pista de synth-pop y electro. De acuerdo con la partitura publicada en Musicnotes.com, se encuentra en el tipo de compás de tiempo común, y tiene un moderado ritmo de 97 latidos por minuto. La tonalidad de la canción está en si menor, con el rango vocal de Marina que va de A 3 a E 5 en notación de tono científico, con voz de mezzosoprano.  A lo largo de los versos de la canción, su rango vocal avanza en la progresión de acordes de B – F♯ – GA – F♯-G. 

## Promoción
Se lanzó como sencillo el 1 de marzo de 2019, junto con la publicación se lanzó un video con la letra de un clip en bucle de Marina con un vestido negro mientras flotaba en un charco de agua. Un video musical para la versión acústica de la canción fue lanzada posteriormente al canal de YouTube de Marina el 13 de septiembre de ese mismo año. El video fue el primero de tres lanzados para promocionar Love + Fear (Acoustic) y fue filmado durante la última semana de agosto de 2019. Fue dirigido por el fotógrafo estadounidense Nikko LaMere y producido por AJR Films.

## Créditos y personal
Créditos adaptados de las notas del álbum.
- Marina Diamandis - voz
- Captain Cuts - productor, llaves, programación
- Sam de Jong - productor, claves, programación
- Serban Ghenea - mezcla
- John Hanes - ingeniero de mezcla
- Dave Kutch - masterización

## Historial de lanzamiento
| País   | Fecha              | Formato                     | Discográfica     | Ref   |
| ------ | ------------------ | --------------------------- | ---------------- | ----- |
| Varios | 1 de marzo de 2019 | Descarga digital, streaming | Atlantic Records | [ 1 ] |